# Jetrin Wattanasin
Jetrin Wattanasin (in thai: เจตริน วรรธนะสิน; RTGS: Chettarin Watthanasin), noto anche con lo pseudonimo di J Jetrin (Bangkok, 28 ottobre 1970), è un cantante e attore thailandese.
Deve la sua fama alla massiccia promozione effettuata dall'agenzia di intrattenimento thailandese GMM Grammy, grazie alla quale ha pubblicato numerosi album e singoli di successo. Jetrin è l'artista thailandese ad avere effettuato il più grande tour negli Stati Uniti d'America, "The Return of J Jetrin", con 12 date che vanno dalle Hawaii alla East Coast.

## Discografia parziale
- 1991 - Jor-Ae-Bor
- 1993 - 108-1009
- 1995 - Choola Choola
- 1998 - J-Day
- 2000 - J-Fight
- 2003 - Ta Lok Nee Mai Mee Puu Ying
- 2008 - 7th Heaven
- 2009 - Joe + J Jetrin - The Brothers Album

## Filmografia
- Re-cycle, regia dei Fratelli Pang (2006)
- Friendship: Theu kap chan, regia di Chatchai Naksuriya (2008)